# یک پلیس سرسخت
یک پلیس سرسخت (به انگلیسی: One Tough Cop) فیلمی محصول سال ۱۹۹۸ و به کارگردانی برونو بارتو است. در این فیلم بازیگرانی همچون استیون بالدوین، کریس پن، جینا گرشان، مایک مک‌گلون، پل گویلفویل، لوئیس گازمن، هاروی اتکین، ایمی اروینگ، بو دیتل، مایکل ریسپولی، پال کالدرون، لارنس گیلیارد جونیور و نایجل بنت ایفای نقش کرده‌اند.